# Прітхвіпала
Прітхвіпала (гінді पृथ्वीराज; д/н —1189) — магараджа Гаріяни у 1167—1189 роках. Через схожість імен його часто плутають з Прітхвіраджем III з династії Чаухан.

## Життєпис
Походив з династії Томар. Син магараджи Акрпали. 1165 року брав участь на боці Амарагангеї у війні проти його родича Прітхвібхатти, але невдало. Посів трон близько 1167 року.
1177 року підтримав повстання Нагарджуна проти свого стриєчного брата Прітхвіраджи III, але той зазнав поразки. Після цього Прітхвіпала надав прихисток Нагарджуні у своїх володіннях. Невідоом чи відбулася відкрита війна з Прітхвіраджем III, але ймовірніше Прітхвіпала все ж знову визнав зверхність останнього.
Помер близько 1189 року. Йому спадкував син Чахадпала, який брав участь у двох битва при Тараїні 1191 і 1192 років на боці Прітхвіраджа III. Загинув у другій битві, внаслідок чого Делі захопили Гуріди. Династія Томар припинила існування, її молодша гілка зуміла з часом отримати владу в Гваліорі.